# Bufonacris bruchi
Bufonacris bruchi är en insektsart som beskrevs av Brancsik 1901. Bufonacris bruchi ingår i släktet Bufonacris och familjen Tristiridae. Inga underarter finns listade i Catalogue of Life.